# 李瑛 (诗人)
李瑛（1926年12月8日—2019年3月28日），男，直隶（今河北）丰润人，中国当代诗人。曾任中国人民解放军总政治部文化部部长、中国作家协会主席团委员、中国文学艺术界联合会副主席。

## 家庭
女儿李小雨曾任中国诗歌学会秘书长、副会长。